# Éva Marton
Éva Marton (ur. 18 czerwca 1943 w Budapeszcie) – węgierska śpiewaczka operowa, sopran dramatyczny, słynna interpretatorka ról wagnerowskich oraz ról Turandot i Toski w dziełach Giacomo Pucciniego pod tymi samym tytułami.

## Początki kariery
Marton zdobywała wykształcenie muzyczne w Akademii im. Liszta w Budapeszcie. Zadebiutowała w 1968 na festiwalu na Wyspie Świętej Małgorzaty w drugoplanowej roli Kate Pinkerton w Madame Butterfly, a następnie zagrała Królową w Złotym koguciku Rimskiego-Korsakowa.
W 1972 r. zadebiutowała poza Węgrami, grając Hrabinę w Weselu Figara w operze frankfurckiej, a następnie wcielając się w Matyldę w Wilhelmie Tellu Gioacchino Rossiniego pod batutą Riccardo Mutiego. W 1973 r. po raz pierwszy zagrała jedną ze swoich legendarnych ról – Toskę na deskach Opery Wiedeńskiej. Od 1977 r. występowała także w Stanach Zjednoczonych – jako Aida w operze Giuseppe Verdiego pod tym samym tytułem oraz jako Maddalena w Andrei Chénierze Umberto Giordano. W 1978 r. zadebiutowała w La Scali jako Leonora w Trubadurze. W późniejszym czasie porzuciła jednak repertuar Verdiego, grając kolejno Helenę Egipską w operze Richarda Straussa pod analogicznym tytułem oraz Leonorę w operze Beethovena Fidelio.
W latach 80. Marton zdobyła sławę jednej z największych w historii odtwórczyń roli Turandot. Zagrała ją, począwszy od 1983 r., ponad sto razy na różnych, w tym najbardziej renomowanych scenach. Jej występy w Turandot zostały kilkakrotnie sfilmowane i dwukrotnie nagrane. Nieco mniej słynna stała się jej interpretacja tytułowej roli Elektry w operze R. Straussa, którą Marton wykonywała regularnie od 2001 do 2008 i którą też zakończyła karierę sceniczną w marcu 2008.

## Role wagnerowskie
Największą sławę Evie Marton przyniosły jednak kreacje ról w operach Richarda Wagnera. W 1976 r. zadebiutowała w Metropolitan Opera jako Ewa w Śpiewakach norymberskich. W 1977 r. na festiwalu w Bayreuth zagrała ponownie tę rolę, wcielając się także w Wenus w Tannhäuserze. Z tą rolą powróciła w 1982 do Met, zbierając entuzjastycznie recenzje krytyków.
W latach 1988–1991 w nagrała dla EMI partię Brunhildy w Pierścieniu Nibelunga pod batutą Bernarda Haitinka, a w 1996 tę samą partię w wersji koncertowej w Operze Lirycznej Chicago z Zubinem Mehtą. W 1998 w tej samej operze pojawiła się jako Ortruda w Lohengrinie, w 2000 jako Izolda w Tristanie i Izoldzie.

## Odznaczenia
W 2016 została odznaczona Krzyżem Wielkim Orderu św. Stefana.